# Tragocephala modesta
Tragocephala modesta är en skalbaggsart som beskrevs av Leon Fairmaire 1887. Tragocephala modesta ingår i släktet Tragocephala och familjen långhorningar.
Artens utbredningsområde är Kenya. Inga underarter finns listade i Catalogue of Life.